# Villa Medicea di Lilliano
La Villa Medicea di Lilliano est une villa médicéenne qui se situe sur une colline de la commune de Bagno a Ripoli, non loin de la Villa Medicea di Lappeggi.
La structure initiale du bâtiment provient de la famille  Giannelli qui la vendit à la fin du Quattrocento aux Guiducci.
Au cours des Cinquecento la villa fut cédée à une branche secondaire de la famille des Médicis et, en 1646, elle fut acquise par le grand-duc Ferdinand II de Médicis pour agrandir le domaine voisin de Lappeggi et elle fut affectée à l'accueil de ses hôtes les plus illustres qui se retrouvaient  pendant les banquets fastueux.
Aujourd'hui siège d'une entreprise agricole, elle n'est pas accessible au public.

## Sources
- (it) Cet article est partiellement ou en totalité issu de l’article de Wikipédia en italien intitulé « Villa medicea di Lilliano » (voir la liste des auteurs).